# Joan Harrison (scénariste)
Pour les articles homonymes, voir Joan Harrison et Harrison.
Joan Harrison (26 juin 1907 - 14 août 1994) est une productrice de films et scénariste britannique.

## Biographie

### Enfance et formation
Elle a fait ses études à la Sorbonne et à Oxford.

### Carrière
Elle écrit le film La Taverne de la Jamaïque.
Elle a continué à écrire des scénarios de films, Rebecca, Correspondant 17, Soupçons, Cinquième Colonne, Eaux dormantes et Nocturne d'Edwin L. Marin. Elle est scénariste non mentionnée pour Et tournent les chevaux de bois et Your Witness (en).
Elle fut engagée comme scénariste par la Metro-Goldwyn-Mayer. Embauchée par Universal, sa première collaboration est avec Robert Siodmak, qu'elle va accompagner sur Les Mains qui tuent, adaptation du roman éponyme de Cornell Woolrich dont elle avait acquis les droits avant de rejoindre le studio.

### Vie privée
Elle se marie en 1958 avec Eric Ambler.

### Mort
Elle meurt le 14 août 1994 à Londres.

## Filmographie

### Scénariste
- 1939 : La Taverne de la Jamaïque
- 1940 : Rebecca
- 1940 : Correspondant 17
- 1941 : Soupçons
- 1942 : Cinquième colonne
- 1944 : Eaux dormantes (Dark Waters)
- 1946 : Nocturne d'Edwin L. Marin
- 1947 : Et tournent les chevaux de bois
- 1950 : Your Witness
- 1952 : Double Exposure
- 1952 : Schlitz Playhouse of Stars
- 1955 : Suspicion
- 1955 : Lux Video Theatre
- 1988 : Suspicion
- 1988 : American Playhouse